# 燕麦草属
燕麦草属（学名：Arrhenatherum）是禾本科下的一个属，为多年生草本植物。该属有约6种，分布于欧亚大陆温带地区。